# Eurybia (plante)
Pour les articles homonymes, voir Eurybia.
Genre
Eurybia est un genre de plantes à fleurs de la famille des Asteraceae.

## Liste des espèces
Selon Catalogue of Life (30 mai 2013) :
- Eurybia avita
- Eurybia chlorolepis
- Eurybia compacta
- Eurybia conspicua
- Eurybia divaricata
- Eurybia eryngiifolia
- Eurybia furcata
- Eurybia hemispherica
- Eurybia integrifolia
- Eurybia jonesiae
- Eurybia macrophylla
- Eurybia merita
- Eurybia mirabilis
- Eurybia paludosa
- Eurybia radula
- Eurybia radulina
- Eurybia saxicastellii
- Eurybia schreberi
- Eurybia sibirica
- Eurybia spectabilis
- Eurybia spinulosa
- Eurybia surculosa
- Eurybia ×herveyi

Selon ITIS (30 mai 2013) :
- Eurybia avita (Alexander) G.L. Nesom
- Eurybia chlorolepis (Burgess) G.L. Nesom
- Eurybia compacta G.L. Nesom
- Eurybia conspicua (Lindl.) G.L. Nesom
- Eurybia divaricata (L.) G.L. Nesom
- Eurybia eryngiifolia (Torr. & A. Gray) G.L. Nesom
- Eurybia furcata (Burgess) G.L. Nesom
- Eurybia hemispherica (Alexander) G.L. Nesom
- Eurybia ×herveyi (A. Gray) G.L. Nesom
- Eurybia integrifolia (Nutt.) G.L. Nesom
- Eurybia jonesiae (Lamboy) G.L. Nesom
- Eurybia macrophylla (L.) Cass.
- Eurybia merita (A. Nelson) G.L. Nesom
- Eurybia mirabilis (Torr. & A. Gray) G.L. Nesom
- Eurybia paludosa (Aiton) G.L. Nesom
- Eurybia radula (Aiton) G.L. Nesom
- Eurybia radulina (A. Gray) G.L. Nesom
- Eurybia saxicastellii (J.J.N. Campbell & M. Medley) G.L. Nesom
- Eurybia schreberi (Nees) Nees
- Eurybia sibirica (L.) G.L. Nesom
- Eurybia spectabilis (Aiton) G.L. Nesom
- Eurybia spinulosa (Chapm.) G.L. Nesom
- Eurybia surculosa (Michx.) G.L. Nesom

Selon Tropicos (30 mai 2013) (Attention liste brute contenant possiblement des synonymes) :
- Eurybia avita (Alexander) G.L. Nesom
- Eurybia chapmanii (Torr. & A. Gray) G.L. Nesom
- Eurybia chlorolepis (E.S. Burgess) G.L. Nesom
- Eurybia commixta Nees
- Eurybia compacta G.L. Nesom
- Eurybia conspicua (Lindl.) G.L. Nesom
- Eurybia corymbosa (Sol. ex Aiton) Cass.
- Eurybia divaricata (L.) G.L. Nesom
- Eurybia eryngiifolia (Torr. & A. Gray) G.L. Nesom
- Eurybia furcata (E.S. Burgess) G.L. Nesom
- Eurybia glauca (Nutt.) G.L. Nesom
- Eurybia glomerata Nees
- Eurybia gracilis Benth.
- Eurybia gunniana DC.
- Eurybia hemispherica (Alexander) G.L. Nesom
- Eurybia horrida (Wooton & Standl.) G.L. Nesom
- Eurybia integrifolia (Nutt.) G.L. Nesom
- Eurybia jonesiae (Lamboy) G.L. Nesom
- Eurybia jussiei Cass.
- Eurybia macrophylla (L.) Cass.
- Eurybia merita (A. Nelson) G.L. Nesom
- Eurybia mirabilis (Torr. & A. Gray) G.L. Nesom
- Eurybia oppositifolia F. Muell.
- Eurybia paludosa (Aiton) G.L. Nesom
- Eurybia pulchra (S.F. Blake) G.L. Nesom
- Eurybia pygmaea (Lindl.) G.L. Nesom
- Eurybia radula (Sol. ex Aiton) G.L. Nesom
- Eurybia radulina (A. Gray) G.L. Nesom
- Eurybia saxicastelli (J.J.N. Campb. & Medley) G.L. Nesom
- Eurybia schreberi (Nees) Nees
- Eurybia sibirica (L.) G.L. Nesom
- Eurybia spectabilis (Aiton) G.L. Nesom
- Eurybia spinulosa (Chapm.) G.L. Nesom
- Eurybia stapeliaeflora Sessé & Moc.
- Eurybia surculosa (Michx.) G.L. Nesom
- Eurybia wasatchensis (M.E. Jones) G.L. Nesom
- hybride Eurybia ×herveyi (A. Gray) G.L. Nesom